# Đalci
Đalci (en serbe cyrillique: Ђалци) est un village du sud du Monténégro, dans la municipalité de Cetinje.

## Démographie

### Évolution historique de la population[1]
| 1948 | 1953 | 1961 | 1971 | 1981 | 1991 | 2003 |
| ---- | ---- | ---- | ---- | ---- | ---- | ---- |
| 40   | 46   | 29   | 35   | 20   | 11   | 5    |